# 칼렐랴

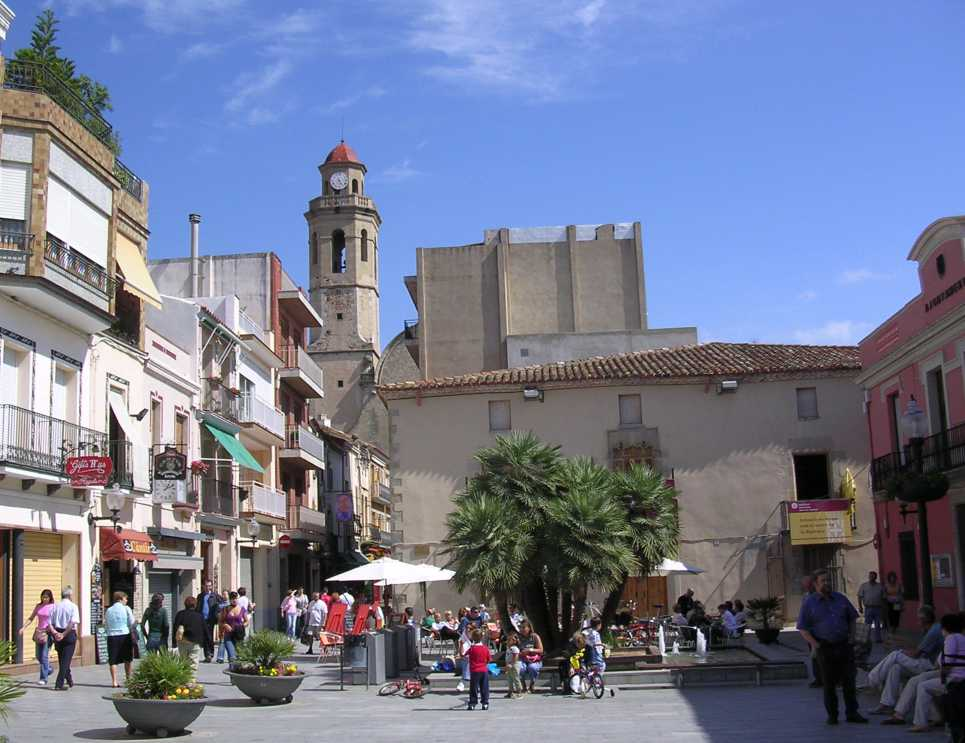
칼렐랴

칼렐랴(카탈루냐어: Calella)는 카탈루냐 지방 바르셀로나 주에 위치한 도시이다.